# Mickey 3D
Mickey 3D ist eine Rockband aus Frankreich, die 1996 erstmals in Erscheinung trat. Bekannt ist die Gruppe vor allem für ihre kritischen Texte, rockige Musik und ungewöhnliche Soundelemente.

## Gründung und Werdegang
Die Gründung der Band geht auf den Sänger Mickaël Furnon (genannt "Mickey") zurück, der 1996 als Gitarrist bei der englischsprachigen Gruppe 3DK (gegründet 1988) mitwirkte. Damals startete er ein "Mickey 3D" genanntes Soloprojekt und nahm zwei Bänder auf, die aber recht erfolglos blieben. Erst nachdem Aurélien Joanin (genannt Jojo") dazugestoßen war und gemeinsam ein drittes Band aufgenommen worden war, erreichte die Band aus Écotay-l'Olme (bei Saint-Étienne) lokale Bekanntheit (vor allem durch den Radiosender Radio Dio) und veröffentlichte schließlich ein erstes Album: Mistigri Torture.
Inspiriert von Künstlern wie Christophe Miossec haben sich Mickey 3D seitdem einen Namen gemacht.
Ihr bislang größter Hit Respire aus dem 2003 erschienen, preisgekrönten Album Tu vas pas mourir de rire erreichte 2004 auch in der Schweiz die Top 10.
Auch das Album Matador (2006) war ein großer Erfolg und erreichte in Frankreich die Top 10 und in der Schweiz die Top 20.
Im Jahr 2007 veröffentlichte Mickaël Furnon ein Soloalbum mit dem Titel Les Chansons perdues, das jedoch kein großer Charterfolg war. Zwei Jahre später folgte mit La Grande Évasion ein weiteres Mickey 3D-Album.
Danach dauerte es über sechs Jahre bis zur nächsten Veröffentlichung: im Dezember 2015 erschien die Single La rose blanche, ein Vorab-Auszug aus ihrem Album Sebolavy, das im April 2016 auf den Markt kam. Das Lied will die Widerstandsgruppe Weiße Rose ehren, ein Zusammenschluss Münchener christlicher Studenten gegen die Nazibarbarei, die von Sophie Scholl und ihrem Bruder Hans sowie ihrem Freund Alexander Schmorell 1942 gegründet wurde.

## Diskografie

### Alben
| Jahr | Titel                                   | Höchstplatzierung, Gesamtwochen, AuszeichnungChartplatzierungen (Jahr, Titel, Platzierungen, Wochen, Auszeichnungen, Anmerkungen) | Höchstplatzierung, Gesamtwochen, AuszeichnungChartplatzierungen (Jahr, Titel, Platzierungen, Wochen, Auszeichnungen, Anmerkungen) | Höchstplatzierung, Gesamtwochen, AuszeichnungChartplatzierungen (Jahr, Titel, Platzierungen, Wochen, Auszeichnungen, Anmerkungen) | Anmerkungen |
| Jahr | Titel                                   | FR | BEW | CH | Anmerkungen |
| ---- | --------------------------------------- | --- | --- | --- | ----------- |
| 2001 | La trêve                                | FR62 (10 Wo.)FR | — | — |             |
| 2003 | Tu vas pas mourir de rire               | FR12 Platin · (72 Wo.)FR | BEW10 (37 Wo.)BEW | CH21 (31 Wo.)CH |             |
| 2004 | Live à Saint-Etienne                    | FR11 Gold · (40 Wo.)FR | BEW37 (7 Wo.)BEW | CH59 (5 Wo.)CH |             |
| 2005 | Matador                                 | FR3 Platin · (63 Wo.)FR | BEW15 (19 Wo.)BEW | CH17 (13 Wo.)CH |             |
| 2007 | Les chansons perdues Mick est tout seul | FR47 (15 Wo.)FR | — | CH90 (1 Wo.)CH |             |
| 2009 | La grande évasion                       | FR17 (19 Wo.)FR | BEW20 (9 Wo.)BEW | CH47 (2 Wo.)CH |             |
| 2016 | Sebolavy                                | FR12 (17 Wo.)FR | BEW38 (15 Wo.)BEW | CH28 (4 Wo.)CH |             |
| 2023 | Nous étions des humains                 | FR31 (5 Wo.)FR | BEW88 (1 Wo.)BEW | CH60 (2 Wo.)CH |             |

Weitere Alben
- 1999: Mistigri torture

### Singles
| Jahr | Titel Album                       | Höchstplatzierung, Gesamtwochen, AuszeichnungChartplatzierungen (Jahr, Titel, Album, Platzierungen, Wochen, Auszeichnungen, Anmerkungen) | Höchstplatzierung, Gesamtwochen, AuszeichnungChartplatzierungen (Jahr, Titel, Album, Platzierungen, Wochen, Auszeichnungen, Anmerkungen) | Höchstplatzierung, Gesamtwochen, AuszeichnungChartplatzierungen (Jahr, Titel, Album, Platzierungen, Wochen, Auszeichnungen, Anmerkungen) | Anmerkungen     |
| Jahr | Titel Album                       | FR | BEW | CH | Anmerkungen     |
| ---- | --------------------------------- | --- | --- | --- | --------------- |
| 2003 | Respire Tu vas pas mourir de rire | FR12 Gold · (25 Wo.)FR | BEW6 (18 Wo.)BEW | CH10 (16 Wo.)CH |                 |
| 2004 | Johnny Rep Live à Saint-Etienne   | FR35 (18 Wo.)FR | — | CH86 (2 Wo.)CH |                 |
| 2004 | Les mots d’amour Matador          | FR31 (5 Wo.)FR | — | — |                 |
| 2004 | Je m’appelle Jane –               | — | BEW12 (10 Wo.)BEW | — | mit Jane Birkin |
| 2005 | Matador                           | FR37 (17 Wo.)FR | — | — |                 |
| 2015 | La rose blanche –                 | FR104 (3 Wo.)FR | — | — |                 |

### Videoalben
- 2004: Live à Saint Etienne (FR: Platin)

## Auszeichnungen
- 2003: Prix Constantin
- 2004: Victoires de la Musique:
  - Rock-Album des Jahres (Tu vas pas mourir de rire)
  - Videoclip des Jahres (Respire)
  - Song des Jahres (Respire)